# Columelliaceae
Columelliaceae – rodzina roślin nasiennych z rzędu Bruniales. Obejmuje dwa rodzaje liczące według różnych ujęć od trzech do siedmiu gatunków. Rosną one na obszarach górskich wzdłuż Andów, przy czym rodzaj Desfontainia (rodzaj z jednym zmiennym gatunkiem lub trzema) ma większy zasięg ciągnący się od Kostaryki po południowe Chile, a Columellia – od południowej Kolumbii po Boliwię. Desfontainia spinosa jest uprawiana jako roślina ozdobna na obszarach o łagodnym, wilgotnym klimacie. Naparowi z jej liści przypisuje się właściwości halucynogenne, ale nie zostały one jednoznacznie potwierdzone. Wykorzystywana bywa także do barwienia tkanin.

## Morfologia

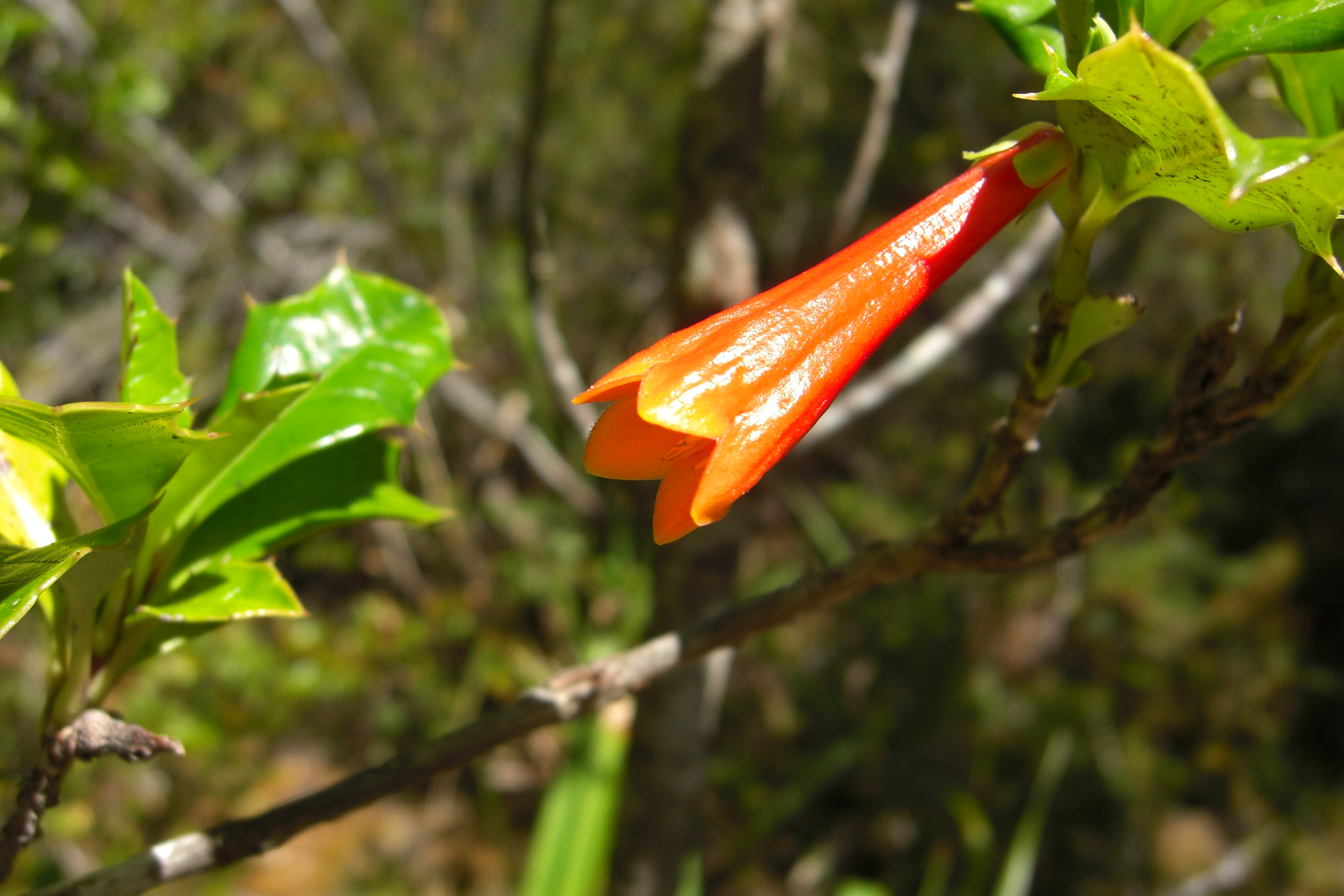
Desfontainia spinosa

PokrójRośliny z rodzaju Columellia to krzewy i drzewa, podczas gdy Desfontainia to krzewy.
LiścieSkórzaste, naprzeciwległe, bez przylistków. Pojedyncze liście u Desfontainia są kolczasto ząbkowane, a u Columellia całobrzegie lub ząbkowane z gruczołkami na brzegu, czasem też na dolnej stronie blaszki. Blaszka liści roślin z rodzaju Columellia jest zwykle asymetryczna.
KwiatyPojedyncze (zwykle u Desfontainia) lub zebrane po kilka w wierzchotki wyrastające z kątów liści lub na szczycie pędów. Kwiaty są obupłciowe i zwykle promieniste, czasem słabo grzbieciste. Na hypancjum osadzonych jest 5 zrośniętych działek kielicha (rzadko jest ich inna liczba od czterech do ośmiu). Kielich jest trwały (pozostaje na owocu). Taka sama jak działek liczba płatków korony tworzy zrośnięte rurki zakończone żółtymi łatkami. Same rurki korony są także żółte lub czerwone. Pręciki są dwa u Columellia, a u Desfontainia jest ich pięć. Zalążnia u Columellia jest dolna i jednokomorowa, podczas gdy u Desfontainia górna i powstaje w wyniku zrośnięcia 3–7 owocolistków (najczęściej pięciu). Na szczycie zalążni znajduje się tęga szyjka słupka zwieńczona dwu lub czworodzielnym znamieniem.
OwocePękające klapkami torebki u Columellia lub żółtawo-białe jagody u Desfontainia.

## Systematyka
Ostatni wspólny przodek obu zaliczanych tu rodzajów rósł około 64 miliony lat temu. Współcześnie zaliczane tu rośliny różnią się tak znacznie, że w przeszłości sytuowane były we własnych rodzinach lub włączane do różnych. Rodzaj Columellia wyodrębniany jako rodzina Columelliaceae klasyfikowany był do różowców Rosales (system Cronquista z 1981), hortensjowców Hydrangeales (system Thorne’a z 1992 i system Takhtajana z 1997), skalnicowców Saxifragales (system Takhatajana z 1983) oraz szczeciowców Dipsacales (system Backlunda z 1996). Desfontainia włączana była do loganiowatych Loganiaceae, ale bliskie, siostrzane pokrewieństwo z rodzajem Columellia potwierdziły badania molekularne, palinologiczne i z zakresu anatomii drewna.
Badania molekularne wykazały, że rodzina jest siostrzana względem Bruniaceae w obrębie rzędu Bruniales.  
Podział rodziny na rodzaje
- Columellia Ruíz & Pavón
- Desfontainia Ruíz & Pavón